# 太平洋協会
太平洋協会（たいへいようきょうかい）は、1938年（昭和13年）5月に設立され、1945年8月に解散した日本の国策調査・研究機関。南洋の資源情報を求める海軍の協力のもと、鶴見祐輔を中心に設立された。主要メンバーとして、平野義太郎、清野謙次、上田辰之助、逸見重雄らがいた。

## 概要
1938年5月、「太平洋国策の樹立」を標榜して設立され、副会長を松岡洋右、理事を鶴見祐輔とし、鶴見が事実上協会の運営を取りしきった（会長は当分空席とされたが最後まで就任者がいなかった）。設立には海軍が大きく関与しており、これに鶴見ら日本IPR以来の知米派知識人が加わった（このためしばしば太平洋問題調査会と混同されるが、全くの別団体である）。
同時期の国策調査機関は、同じ年に設立された東亜研究所に代表されるように、アジアないしユーラシアの総合的地域研究を進めるものが大半であったが、太平洋協会は今日でいう環太平洋地域、すなわち南北アメリカ大陸地域を調査対象に含めている点に大きな特徴がある。太平洋戦争期には、関嘉彦を班長にボルネオ守備軍のもとで北ボルネオ（旧英領ボルネオ）での占領地調査を担当した。
所員には講座派社会科学者で第二次世界大戦後に中国研究所を設立する左派の平野義太郎、河合栄治郎の弟子で戦後社会思想研究会を結成し民社党ブレーンとなる関嘉彦、あるいは思想の科学研究会を結成することになる人々など、多彩な人材が集まっていた。また民族研究所・台北帝国大学南方人文研究所・西北研究所などと並んで、戦時期における人類学者の活動の場を提供した（太平洋協会には清野謙次・杉浦健一らが参加）。
1943年には協会内にアメリカ研究室が作られ、丸の内の三菱ビル街に一室を設け、鶴見和子、坂西志保、都留重人、阿部行蔵らを主軸に、細入藤太郎、清水幾太郎、福田恆存らが加わり、戦時米国の実相調査が行われた。
1945年8月の敗戦にともない解散、会の資産は中心メンバーであった平野らの「中国研究所」グループと関らの「社会思想研究会」グループに分割・継承された。

## 機関誌
機関誌『太平洋』は1938年12月に創刊され、1945年6月発行の8巻6号まで刊行を継続した。なお、敗戦により編集部はなくなったが、資金と印刷・流通の手立てがあったことから、太平洋協会出版部内に「先駆社」という編集室だけの出版社が作られ、そこから鶴見俊輔編集の『思想の科学』が発刊されるようになった。

## 関連文献
- 石塚義夫 「太平洋協会について」 『環』（藤原書店）第8号（2002年1月）所収
- 関嘉彦 『私と社会民主主義：天命のままに八十余年』 日本図書刊行会、1998年 ISBN 4823102622
- 長岡新吉 『日本資本主義論争の群像』 ミネルヴァ書房、1984年 ISBN 4623015629
- 原覚天 『現代アジア研究成立史論 - 満鉄調査部・東亜研究所・IPRの研究 - 』 勁草書房、1984年

## 関連事項
- 山田文雄
- 山田節男
- 笠間杲雄・岩倉具栄 - 常務理事。